# Бругіоз
Бругіо́з (англ. Brugiosis; filariasis Malayan and Timorian) — об'єднана назва двох гельмінтозів, які належить до клінічної підгрупи лімфатичних філяріїдозів, групи філяріїдозів. Цю інвазію спричинюють дуже близькі одне до одного, але все-таки окремі види Brugia malayi та Brugia timori, через що навіть нерідко розрізняють бругіоз малайський (англ. Filariasis due to Brugia malayi) та тиморський (Filariasis due to Brugia timori), але все ж таки через дуже схожі клінічні ознаки ці хвороби часто об'єднують для розгляду в одному спільному розділі.

## Історія відкриття

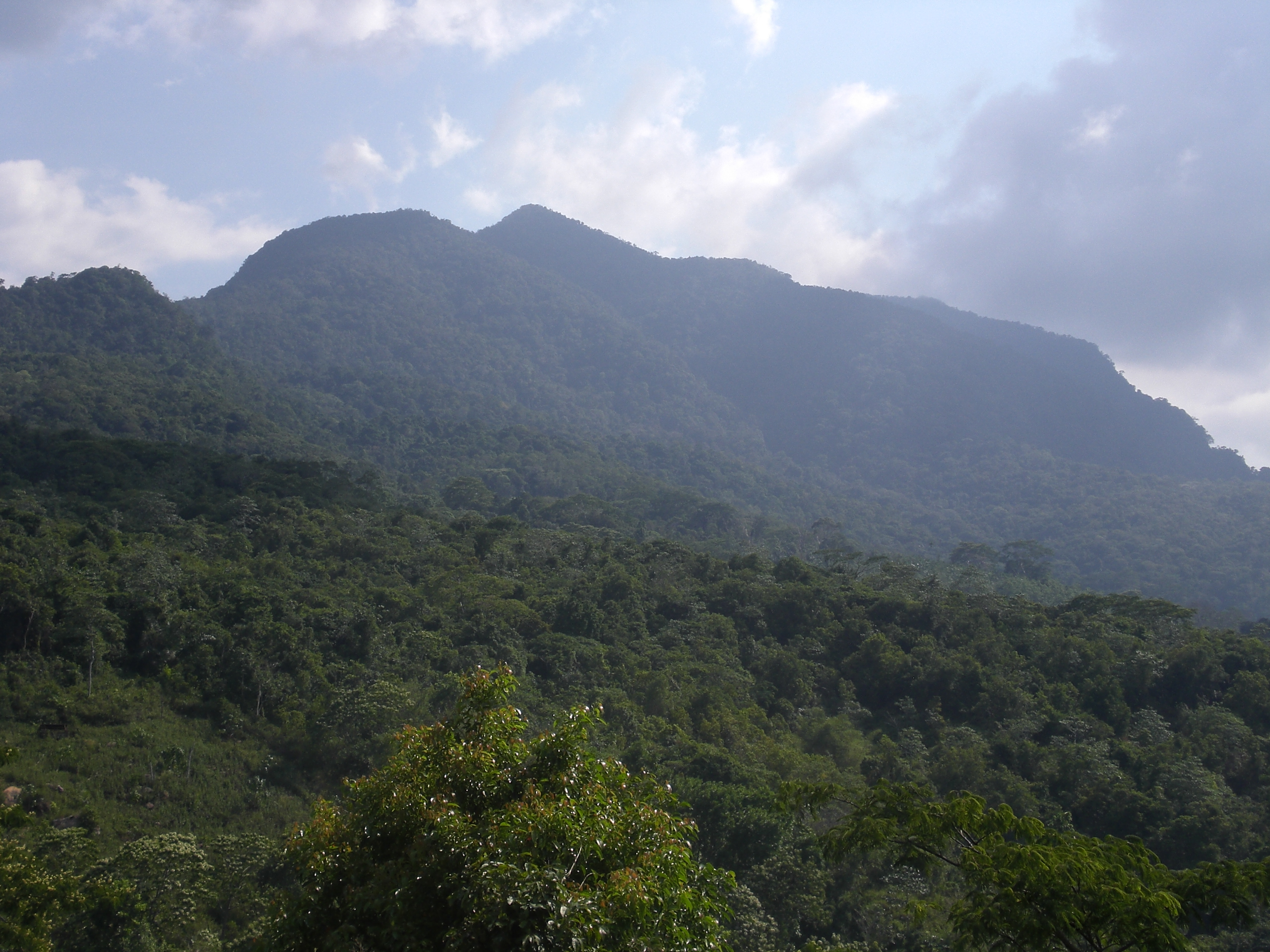
Гора Мбелілінг на острові Флорес, де було знайдено Brugia timori.

У 1927 році А. Ліхтенштейн виявив в Індонезії хворобу, яка нагадувала за проявами відомий на той момент вухереріоз. С. Бруг знайшов у таких хворих мікрофілярії, які він чітко відокремив від таких у Wuchereria bancrofti, і дав назву новому гельмінту — Filaria malayi. Тільки у 1958 році Д. Баклі запропонував класифікувати збудника у новий рід Brugia, і виду дати назву Brugia malayi. У 1965 році Х. Девід та Д. Едесон у португальській колонії Тимор знайшли нових мікрофілярій, що відрізнялися від малайських, та дали їм назву Microfilaria timori. Дорослих гельмінтів було виявлено на острові Флорес в 1977 році Ф. Партоно з співавторами, які дали назву гельмінту — Brugia timori.

## Актуальність
Бругіоз малайський виявляють в Індії, Шрі Ланка, Індонезії (Суматра, Ява, Борнео) Малайзії, Філіппінах, південному Таїланді, північному В'єтнамі, Південній Кореї, узбережжі Китаю. Бругіоз тиморський поширено на Зондських островах, які належать Індонезії та частково Малайзії, Брунею, Східному Тимору.

## Етіологія
Дорослі особини Brugia malayi дуже схожі на Wuchereria bancrofti, але мають невеликі відмінності в сосочках та спікулах в задній частині самців. Взагалі дорослі особини Brugia malayi та Brugia timori схожі на класичних нематод аскарид, нагадують довгі нитки, мають тільки поздовжні м'язи і рухаються, нагадуючи при цьому обриси букви S. Самиці (50 мм) більші від самців (25 мм).
Мікрофілярії Brugia malayi є 200—275 мкм завдовжки. Характерним є закругленість переднього кінця і загостреність заднього. Нагадують такі у Wuchereria bancrofti і Loa loa (збудника лоаозу) з незначними відмінностями, які можуть допомогти під час проведення лабораторної діагностики. Мікрофілярії Brugia malayi можна відрізнити по непротяжному ряду ядер (нуклеусів), які є в хвостовому (задньому) кінці. Є також два кінцевих ядра, які чітко відокремлені від інших ядер в хвостовій частині, в той час як хвіст мікрофілярій Wuchereria bancrofti не містить ядер, а в мікрофілярій Loa loa ядра утворюють безперервний рядок у хвості. Мікрофілярії Brugia malayi також мають характерне співвідношення довжини до ширини головного кінця як 2 до 1.
У 1957 році було виявлено 2 підвиди Brugia malayi в Малайзії, розрізнення підвидів засновано на різній добовій періодичності мікрофілярій. Таким чином, існує підвид, що має виразну нічну періодичність, у нього мікрофілярій не виявляють в крові протягом дня, а пік мікрофіляріємії відбувається від опівночі до 2-ї години ночі. Підвид з нічною субперіодичністю — мікрофілярії присутні в крові у будь-який час, але пік — між полуднем і 19-ю годиною.
Характерною для тиморського бругіозу є нічна періодичність мікрофіляріємії. Мікрофілярії Brugia timori більші за розміром і морфологічно відрізняються від таких у Brugia malayi і Wuchereria bancrofti, особливо головним кінцем, де відзначають співвідношення довжини до ширини як 3 до 1. Крім того, оболонку Brugia timori не можна зафарбувати у рожевий відтінок при використанні методу Романовського — Гімзи, як це відбувається у Brugia timori та Wuchereria bancrofti.

## Епідеміологічні особливості

### Джерело та резервуар
Джерелом інфекції при обох бругіозах є хворі люди в період циркуляції мікрофілярій. Можливість зараження від тварин на сьогодні не є доказаною.

### Механізм та шляхи передачі
Передача малайського бругіозу відбувається трансмісивним механізмом передачі. Здійснюють таку передачу комарі різних родів Mansonia, Anopheles та Aedes. Підвид з нічною періодичністю переносять комарі роду Mansonia та деякі види роду Anopheles, які мешкають у відкритих болотах і водоймах вирощування рису. Ці комарі зазвичай кусають у нічний час і, по всій видимості, здатні паразитувати тільки на людях. У таких районах бругіоз у тварин є рідкісним, а експериментальне зараження не призводить до виникнення потенції подальшої передачі. Нічний субперіодичний підвид передають комарі роду Mansonia у лісових болотах, де вони кусають в тіні протягом дня і вночі не тільки людей, але й диких тварин, які є потужним зоонозним резервуаром малайського бругіозу. Котячі, собаки, мавпи, лорі, цивети, хом'яки були успішно в експерименті інфіковані B. malayi. Є думка, що усі ці тварини здатні заражатися, але не є резервуаром інфекції. Можливість зараження від них людей визнано вкрай гіпотетичним.

### Сприйнятливість
Виникнення бругіозу у людей можливе тільки якщо відбудеться багато укусів комарів, адже одна самиця може передати лише декілька личинок, що організм здатний винищити, і тому тільки акумуляція багатьох укусів може призвести до появи цього гельмінтозу. Саме через це на бругіоз захворюють ті люди, що тривало живуть у ендемічних територіях, тоді як мандрівники рідше захворюють, адже їх комарі не кусають у такій кількості.
Імунна відповідь при бругіозах, як й при інших філяріїдозах, формується відповідно до загальних закономірностей імунного процесу. Він більш виражений на паразитування личинок. Імунні реакції, що виникають проти мікрофілярій, захищають хазяїна від безконтрольного збільшення інтенсивності інвазії у випадках повторного зараження. У корінних жителів ендемічних районів виробляється частковий імунітет, який обумовлює зниження чисельності дорослих особин, скорочення терміну їх життя, а також придушення народження мікрофілярій. Поступово розвивається також резистентність до повторних заражень.

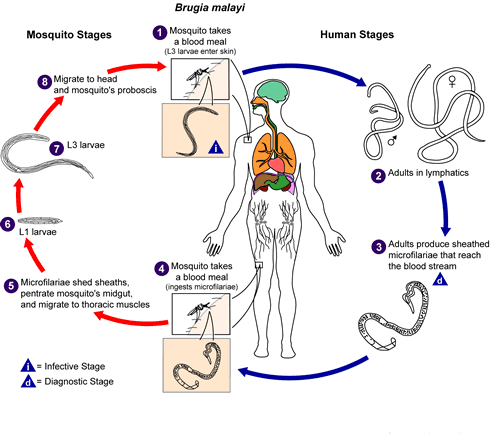
Життєвий цикл Brugia malayi

Життєвий цикл Brugia timori дуже схожий на такий, що є притаманним як для Brugia malayi, так і Wuchereria bancrofti. Основним переносником тиморського бругіозу вважають комарів Anopheles barbirostris.

## Патогенез
В основі патогенезу цих бругіозів лежать токсико-алергічні реакції, механічний вплив гельмінтів на лімфатичну систему і приєднання вторинної бактеріальної інфекції. Як і багато інших гельмінтозів, бругіози в деяких випадках можуть не проявляти виразних або навіть взагалі не мають клінічних проявів. Безсимптомний бругіоз має місце в тих випадках, коли паразити не закупорюють лімфатичні судини і не спричинюють запальні зміни в оточуючих тканинах. Хворих з таким клінічним перебігом інвазії виявляють випадково при знаходженні в них мікрофілярій у периферичної крові. Мікрофілярії в лімфатичних судинах, в тому числі й в грудному протоці, сплітаються між собою в клубки, які уповільнюють лімфоток і призводять до лімфостазу. Паразити спричинюють запальне ущільнення стінок лімфатичних судин, що, в кінцевому рахунку, веде до закупорки судин у результаті стенозу або тромбозу. Затромбовані лімфатичні судини часто розриваються. Через тривалі лімфангіти і лімфаденіти в різних частинах тіла розвивається слоновість. Змінений ендотелій лімфатичних судин, вогнища некрозів в лімфатичних вузлах і навколишніх тканинах є сприятливими місцями для розвитку кокової інфекції з утворенням абсцесів. У результаті життєдіяльності паразитів і, особливо, при розпаді їх, утворюються речовини, які ведуть до сенсибілізації організму з місцевими і загальними алергічними реакціями — еозинофілією, шкірним висипом тощо.

## Клінічні ознаки
Згідно МКХ-10 виділяють:
- бругіоз малайський (англ. Filariasis due to Brugia malayi) B74.1.
- бругіоз тиморський (англ. Filariasis due to Brugia timori) B74.2.

Малайський бругіоз має типову для лімфатичних філяріозів гарячку, хронічні лімфатичні ураження шкіри та лімфатичних вузлів. Але на відміну від вухереріозу ураження відбуваються на ногах нижче коліна. Ураження у вигляді гідроцеле вкрай рідкісні, так само як ураження зовнішнього статевого апарату як у жінок, так й у чоловіків.

### Ранній період
Захворювання розпочинається з різних алергічних проявів. Вони можуть розвинутися приблизно через 3 місяці після інфікування. На шкірі, особливо на руках, з'являються болючі плямисті елементи по типу еритеми, збільшуються лімфатичні вузли в пахових областях, на шиї і в пахвових западинах, часто виникають болючі лімфангіти. Характерна гарячка, нерідко розвиваються бронхіальна астма і бронхопневмонія. Через 2-7 років після зараження хвороба вступає в другу стадію, яка характеризується в основному ураженнями шкірних і глибоких лімфатичних судин з розвитком варикозного розширення, порушенням лімфотоку, розривами цих судин. У цей час протягом декількох днів у хворого відзначають виражені явища загальної інтоксикації на тлі високої температури тіла і сильного головного болю. Часто спостерігають блювання, іноді розвивається інфекційний делірій. Напад звичайно закінчується рясним потовиділенням. В результаті розривів лімфатичних судин спостерігають витікання лімфи і зменшення інтенсивності лімфаденіту.

### Період загострень
Фази відносного благополуччя періодично змінюються загостреннями хвороби. На місці лімфангітов залишаються щільні тяжі, уражені лімфатичні вузли також фіброзно ущільнені. При бругіозі рідко може бути хілурія або лімфурія. Хворий помічає, що сеча набула молочно-білого відтінку. У деяких випадках сеча стає рожевою або навіть червоною, іноді вона буває білою вранці і червоною ввечері або навпаки. Присутність в сечі крові поряд з лімфою пояснюють розривами дрібних кровоносних та розширених лімфатичних судин. Мікрофілярії виявляють в сечі тільки у нічний час. Іноді цьому передує невеликий біль над лобком або в пахових областях. Характерною є затримка сечі внаслідок коагуляції лімфи і накопичення пластівців в сечових шляхах. При лімфуріі в сечі є домішка лімфи, пристуній білок в значній кількості, можлива домішки крові, але немає слідів жиру. В осаді сечі виявляють лімфоцити. Тіла загиблих філярій зазвичай безслідно розсмоктуються або кальцинуються. Однак у деяких випадках загиблі паразити є причиною розвитку абсцесів, які призводять до тяжких ускладнень, таким як емпієма, перитоніт, тощо.

### Пізній період
Обструктивна стадія хвороби характеризується слоновістю. При бругіозі розвивається слоновість нижніх кінцівок. Клінічно вона проявляється швидко прогресуючим лімфангітом з приєднанням дерматиту, целюліту в поєднанні з гарячкою, яка в деяких випадках може служити основним симптомом захворювання і є проявом приєднання бактеріальної інфекції. Шкіра з часом покривається бородавчастими і папіломатозними розростаннями, з'являються ділянки екземоподібних змін шкіри, незагойні виразки. Ноги можуть досягати величезних розмірів, вони набувають вигляду безформних брил з товстими поперечними складками ураженої шкіри. При бругіозі слоновість виникає зазвичай тільки на кінцівках, ураження частіше одностороннє, шкіра залишається гладкою.

### Перебіг тиморського бругіозу
Тиморський різновид бругіозу також перебігає з гарячкою і виникненням хронічних лімфатичних уражень. На відміну від вухереріозу казуїстично рідкісними є ураження мошонки чи зовнішнього статевого апарату в жінок.

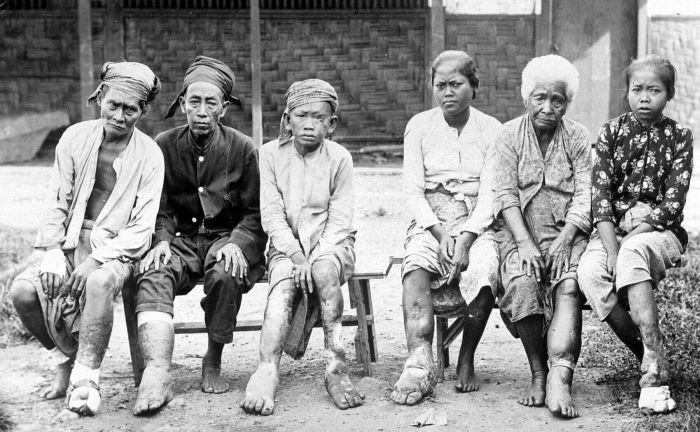
Слоновість у місцевих жителів острова Ява, яку спричинив Brugia malayi.

## Діагностика
Мікрофілярії виявляють в крові не раніше ніж через 9 місяців від моменту інфікування. При перегляді під покривним склом свіжої товстої краплі крові при невеликому збільшенні мікроскопа легко виявляють рухливих мікрофілярій. Для встановлення виду мікрофілярій досліджують мазки крові, пофарбовані за Романовським — Гімзою. У обструктивній стадії хвороби концентрація мікрофілярій в крові є незначною. У цих випадках вдаються до методів збагачення (фільтрації за Беллом або концентрації). При цьому до 1 мл венозної крові додають 9 мл 2 % розчину формаліну на дистильованій воді, суміш центрифугують 3—5 хвилин і отриманий в результаті осад досліджують під мікроскопом. Використовують також більш складні методи збагачення. При хілурії мікрофілярій іноді вдається виявити в сечі.

## Лікування
На сьогодні стратегія лікування бругіозу, як й інших філяріїдозів направлена на зменшення рівня або винищення в організмі хворого мікрофілярій, що створює умови і для непоширення збудника в осередку. Вважають, що на сьогодні найкращий ефект створюють комбінації антигельмінтних препаратів диетилкарбамазину з альбендазолом, або альбендазолу з івермектином, що спричинюють загибель до 99 % мікрофілярій протягом року і дозволяють на ранніх стадій навіть зменшити слоновість. При цьому ці комбінації здатні подіяти й на дорослих особин.
З моменту відкриття того, що сімбіонти філярійних гельмінтів бактерії роду Wolbachia, посилюють патогенну потенцію філярій, були зроблені певні спроби застосувати антибіотики для знищення цих бактерій. Перевагу при цьому надають доксицикліну та рифампіцину. Їх призначення в комплексі терапії показало значний ефект.

## Профілактика
В ендемічних по бругіозу районах потрібно проводити інтенсивний захист від укусів комах-переносників, тому що боротьба з виплодом комарів є доцільною тільки на певних невеликих територіях. Просочені інсектицидом сітки або обприскування приміщень інсектицидом залишкової дії можуть допомогти захистити населення ендемічних районів від інфікування. Потрібно використовувати світлу якнайдовшу одежу, максимально захищати тіло від укусів за допомогою репелентів.
Пацієнтам із хронічними проявами, такими як слоновість, рекомендують неухильно дотримуватися правил гігієни і перешкоджати вторинному інфікуванню та прогресуванню хвороби.
Специфічна профілактика відсутня, вакцин проти бругіозу не розроблено.